# 蔥餅
蔥餅，台灣早期的農業社會，可獲取的食物種類不多。家境清寒者，便以蔥切碎作為內餡，包入麵粉作成的外皮中，再放入鍋裡用油煎煮。後成為大台北地區著名的台灣小吃，內餡常見使用宜蘭產三星蔥。 

## 材料
麵粉作成麵團，加上非常大塊的蔥，以鹽和胡椒調味後，作成內餡

## 外形
蔥餅本身的外形非常特別，像是蝸牛殼一樣，一圈圈的繞著。 

## 製作
在整個的製作過程中，最重要得當然是這個宜蘭的三星蔥。它必須是非常新鮮，也算是上等材料，將它包在麵皮裡頭，使用油煎，最快也要十分鐘，因為餅皮非常的厚，又加上內餡的蔥，是非常的大塊，所以煎的時間要比較長，但是要控制得剛剛好，否則餅皮就會焦掉。

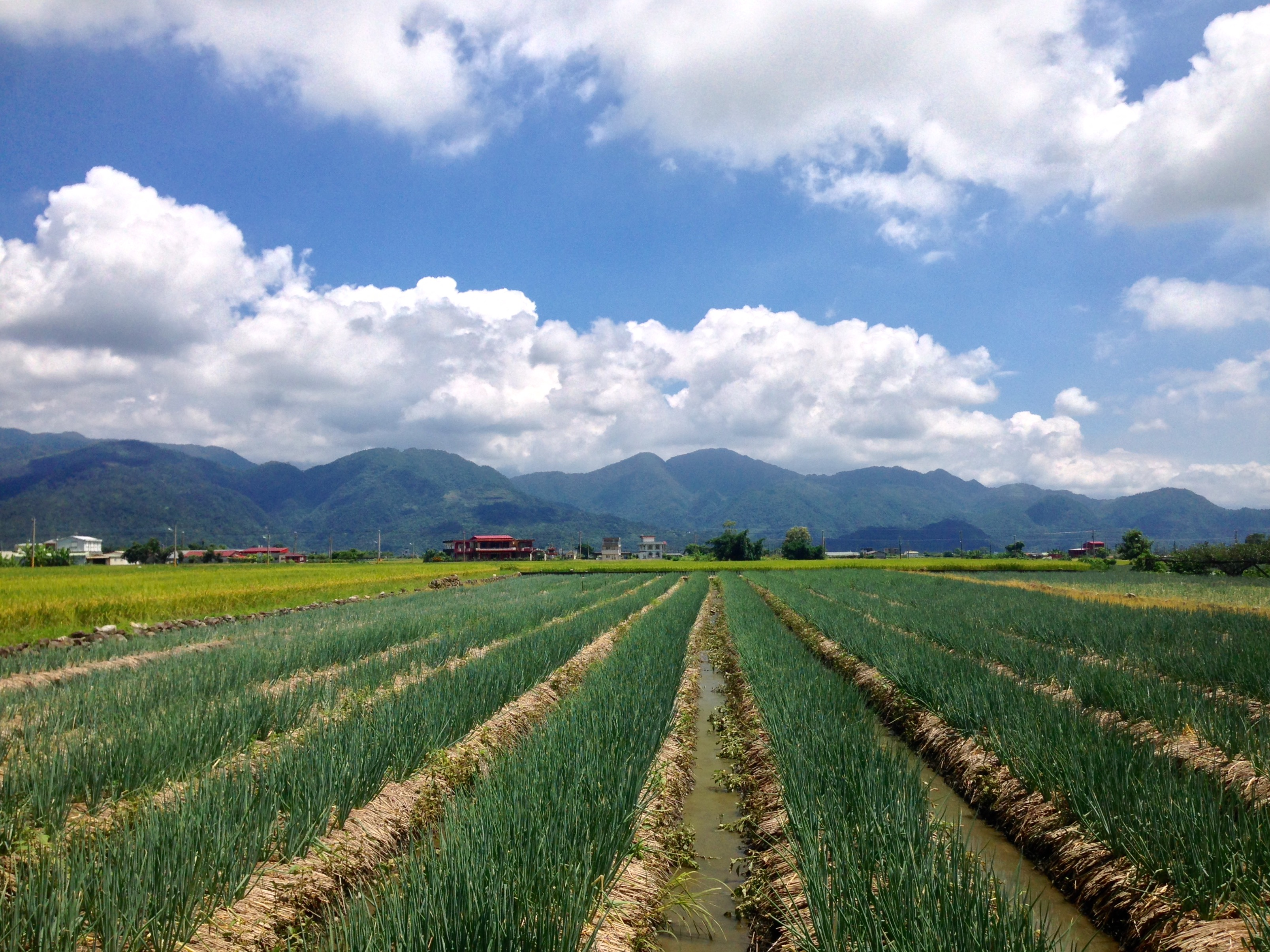
三星蔥田